# Gmina Jasionówka
Die Gmina Jasionówka (litauisch Jasionuvkos valsčius) ist eine Landgemeinde im Powiat Moniecki der Woiwodschaft Podlachien in Polen. Ihr Sitz ist das gleichnamige Dorf mit etwa 860 Einwohnern.
Alternative Namen der Gemeinde sind Yashinovka Jiddisch, Yasienuvka [Russisch] und Yashinefke.

## Gliederung
Zur Landgemeinde Jasionówka gehören folgende Ortschaften:
Brzozówka Folwarczna
Czarnystok
Dobrzyniówka
Górnystok
Jasionóweczka
Jasionówka
Kalinówka Królewska
Kamionka
Kąty
Koziniec
Krasne Folwarczne
Krasne Małe
Krasne Stare
Krzywa
Kujbiedy
Łękobudy
Milewskie
Słomianka